# Психофармакологія

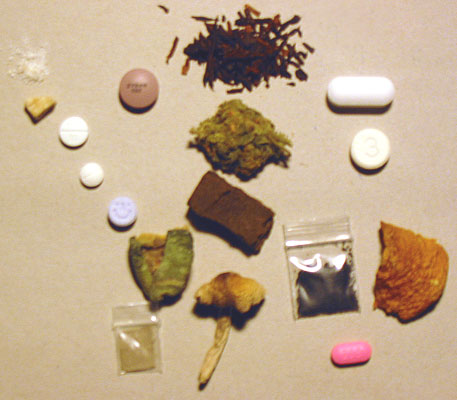
Вигляд психоактивних речовин

Психофармакологія (англ. psychopharmacology; від грец. ψῡχή, φάρμακον, λογος) — наукове дослідження впливу ліків, що впливають на настрій, відчуття, мислення та поведінку. Воно відрізняється від нейропсихофармакологіі, в якій підкреслюються зміни під впливом психоактивних речовин у функціонуванні клітин нервової системи людини.
Є побічні ефекти психофармакології по їх прийняттю.
Галузь психофармакології вивчає широкий спектр речовин з різними типами психоактивних властивостей, що головним чином належить до хімічних взаємодій у мозку.
До психофармакології відносять:
- Антидепресанти
- Нейролептики
- Нормотиміки
- Психостимулятори
- Транквілізатори
- Психопластогени
- Психоделіки (див. Психоделічна терапія)

та ін..
Психотропні препарати взаємодіють з нервовою системою або рецепторами, виявлених в нервовій системі, щоб викликати масштабні зміни у фізіологічних або психічних функціях. Специфічну взаємодію між наркотиками та їх рецепторів, згадується як «дії препарату» і широко поширені зміни у фізіологічному або психологічної залежності, згадується як «ефект лікарський». Ці препарати можуть добуватися з природних матеріалів, таких як рослини і тварини, або зі штучних джерел, як-от хімічний синтез у лабораторії.
Використовують не лише в звичайній медицині, але й в спорті для досягнень спортсменів, і в спецслужбах. Наприклад, спеціально оброблений натрієвий пентанол, наркотик, що «розв'язує язик» жертві для насильного «форсованого допиту» (на жаргоні спецслужб має назву «мило», рос. мыло). Надає можливість реалізації ідеї «універсального солдата»: підвищення фізичної витривалості спецпризначенця, не-відчуття болю, збільшення терміну службової придатності, супровід інсталяції спецздібностей (див. «Силовий гіпноз»), знеболювання травм та поранень під-час виконання завдань тощо. Дає можливість штучного утворення ситуації дискредитації (напр. зі здорової людини зробити психічно хвору), нейтралізації (напр. відключення свідомості непотрібної уваги людини на деякий час ін'єкцією чи позбавлення свідомості для викрадення людини) або ліквідації «об'єктів» спецслужб без прямих доказів правоохоронним органам про замах на вбивство, без доказів медичного втручання (напр. уповільненої дії протягом 4 діб хімікат на зупинку серця «під вигляд інфаркту» з розсмоктуванням хімікату в організмі жертви протягом тих 4 днів без залишення слідів для криміналістів й патологоанатомів) тощо.

## Історія
Не часто згадуються або не включені в галузь психофармакології сьогодні психоактивні речовини, не визначені як корисні в сучасних психіатричних закладах для психогігієни. Ці речовини є природними, але тим не менше на психіку, і з'єднання, виявлені в ході роботи етноботаніків і етномікологів (та інших, які вивчають використання природних психотропних препаратів). Однак незважаючи на ці речовини використовували протягом всієї історії людства у різних культурах, і вони робили значний вплив на психіку і функції головного мозку, вони не завжди досягали бажаний ступінь, але має лабораторне виробництво хімічних сполук. Однак деякі, як-от псилоцибін і мескалін, забезпечили основу дослідження для сполук, які використовують і досліджені нині. Суспільства мисливців-збирачів, як правило, схильні були до використання вказаного для досягнення психоделії, дісоціатіву та делірію, і сьогодні їх використання ще можна спостерігати в багатьох збережених племінних культурах. Препарат, який використовують у конкретних екосистемах племені, як правило, є в дикорослих рослинах. Такі препарати містяться в різних рослинах, грибах, що містять псилоцибін, мусцимол і мускарин (назв є декілька). Кактуси найпоширеніші в цьому серед племен Америки, що містить мескалін та інші хімічні рослинні речовини. Ці суспільства в цілому надають духовного значення такому вживанню наркотиків, і часто включають це у свої релігійні практики, ритуали. На світанку епохи неоліту і поширення сільського господарства, нові психоактивні речовини увійшли до вживання як природний побічний продукт сільського господарства. Серед них опіум, конопля й спирт, отриманий в результаті ферментації зернових і фруктів. Більшість племен розробили трав'яні зілля (чаї, настойки) зі списком трав (фітотерапія), які були гарні для лікування різних фізичних і психічних недуг. Наприклад, звіробій традиційно прописують в деяких частинах Європи від депресії (на додаток до використання як чай загального призначення), а також китайська медицина розробили докладні списки трав і препаратів. Ці та різні інші речовини, які впливають на мозок, раніше використовували як медичні засоби в багатьох культурах.
Розквіт сучасної психофармакології ознаменував початок використання психіатричних препаратів для лікування психологічних захворювань. Це спричинило собою використання опіатів і барбітуратів для управління гострими поведінковими проблемами у пацієнтів. На ранніх стадіях, психофармакологію переважно використовували для седації. З 1950-х років було створено аміназин проти психозу, а потім у швидкій послідовності відбувся розвиток антидепресантів, інгібіторів моноаміноксидази, бензодіазепіни. Визначальною рисою цієї епохи стала еволюція методів дослідження, у зв'язку зі створенням плацебо-контрольованих, подвійних сліпих досліджень, а також розробки методів для аналізу крові у відношенні до клінічних результатів і підвищеної складності клінічних випробувань. На початку 1960-х рр. відбулися збільшення дослідження біохімії мозку й ефектів психотропних препаратів на хімію мозку. Після 1960-х років — ефективність фармакологічного лікування, орієнтувалися на дослідження токсичності (шкідливості) цих препаратів. У 1970-ті та 1980-ті роки були додатково відзначені кращим розумінням аспектів механізмів дії синаптичних препаратів. Однак ця модель має своїх критиків.

## Стимулятори
Кокаїн є одним з найпоширеніших стимуляторів, і являє собою складний препарат, який взаємодіє з різними системами нейромедіаторів. Що зазвичай викликає підвищення впевненості в собі, почуття захоплення, підвищену пильність, зниження стомлюваності й узагальнено зміст благополуччя. Ефекти кокаїну аналогічні тим, які є амфетамінах, хоча, як правило, має короткотриваліший ефект. У високих дозах або при тривалому використанні, кокаїн може призвести до низки негативних наслідків, а також, у тому числі викликати збільшену дратівливість, неспокій, втому, загальне безсоння, і навіть психотичну симптоматику. Більшість поведінкових і фізіологічних процесів кокаїну можна пояснити його здатністю блокувати зворотнє захоплення двох катехоламінів, дофаміну і норадреналіну, а також серотоніну. Зазначене є на основі дослідження з використанням тканин мозку щурів.

## Галюциногени
Галюциногени викликають сприйняття і пізнавання спотворень без марення. Стан сп'яніння часто називають «поїздка». Початок є першим етапом після окремих прийомів (LSD, псилоцибін, або мескалина) або куріння речовини (діметілтріптамін). Цей етап може складатися з візуальних ефектів, з посиленням кольору і появи геометричних візерунків, які можна побачити із закритими очима. Це фаза, де суб'єктивне відчуття часу починає уповільнюватися, і візуальні ефекти збільшують інтенсивність. Людина може відчувати синестезії, кросинговер відчуттів (наприклад, можна «бачити» звуки і «чути» колір). На додаток до сенсорно-перцептивних ефектів, галюциногенні речовини можуть викликати почуття деперсоналізації, емоційні зрушення в ейфорії або тривоги, стан страху і порушення логічного мислення. Галюциногени класифікуються як хімікати або як індоламін (зокрема, триптамін), що мають загальну структуру з серотоніну, або, як фенетіламіни, які поділяють загальну структуру з норадреналіну. (Див. також Психоделічна психотерапія)

## Снодійне
Снодійні часто використовують для лікування симптомів безсоння або інших розладів сну, беручі до уваги можливу роль серотоніну уві сні. Бензодіазепіни досі є одними з найбільш широко запропонованими снодійними та заспокійливими в США. Також деякі не-бензодіазепінні препарати використовують як снодійні. Хоча вони не мають хімічну структуру бензодіазепінів, їх седативний ефект є аналогічним шляхом впливу на рецептори. Вони також мають репутацію менш захоплюючу, ніж бензодіазепіни. Мелатонін (гормон) часто використовують для лікування безсоння у різних часових поясах. Цей гормон виділяється шишкоподібною залозою на ранніх стадіях циклу сну і може призвести до циркадних ритмів людини. Тому добавки мелатоніну не є предметом ретельного і послідовного виробництва. Їх використовують для дії на рецептори мелатоніну в супрахіазматичному ядрі, відповідальних за цикли сну і неспання. Багато барбітуратів мають або мали показання для використання як снодійні та заспокійливі засоби, але їх стали менш широко використовувати через їх обмежений запас міцності при передозуванні, при їх потенціалі залежності і ступені депресії центральної нервової системи. Аміно-кислоти L-триптофани здається не призводять до залежності або зловживання. Однак це не такі потужні засоби, як традиційні снодійні.

## Додаткова література

### Книги
- Ettinger R. H. (2023). Psychopharmacology. Routledge. с. 300. ISBN 9781032312873.
- Joseph F. Goldberg, Stephen M. Stahl (2021). Practical Psychopharmacology: Translating Findings From Evidence-Based Trials into Real-World Clinical Practice. Cambridge University Press. ISBN 9781108553216.
- Stolerman Ian P., ред. (2010). Encyclopedia of Psychopharmacology (англ.). Berlin, Heidelberg: Springer Berlin Heidelberg. ISBN 978-3-540-68698-9.

### Журнали
- Neuropsychopharmacology (сайт, Nature Portfolio)
- Psychopharmacology (Springer)
- Progress in Neuro-Psychopharmacology and Biological Psychiatry (Elsevier)
- Journal of Psychopharmacology (SAGE Pub.)
- Journal of Clinical Psychopharmacology (Lippincott Williams and Wilkins Ltd.)
- European Neuropsychopharmacology (Elsevier)
- Experimental and Clinical Psychopharmacology (American Psychological Association)
- International Clinical Psychopharmacology (Lippincott Williams and Wilkins Ltd.)
- Journal of Child and Adolescent Psychopharmacology (Mary Ann Liebert)
- Human Psychopharmacology (John Wiley & Sons)
- Clinical Psychopharmacology and Neuroscience (Korean College of Neuropsychopharmacology)\
- Neuropsychopharmacology Reports (John Wiley & Sons)